# Hermann Schwerin
Hermann Schwerin (Berlín, 1902 - Bad Tölz, 2 d'octubre de 1970) va ser un jurista, empresari i productor de cinema alemany.

## Biografia
Es coneix molt poc sobre els seus primers anys. Havia estudiat dret fins a obtenir el doctorat i després va passar a la indústria cinematogràfica. Com a directiu d'Universum Film AG (UFA), va supervisar les produccions de pel·lícules i després que l'antiga companyia estatal, que estava en procés de dissolució, es traslladés al castell de Varenholz el 1945, fins i tot va dirigir sovint l'empresa. Establert a Vlotho el 1946/47, Schwerin va finançar Zugvögel produïda per Helmuth Schönnenbeck com la seva primera pel·lícula de postguerra.
El compromís de Schwerin amb l'UFA va acabar poc després de la fundació de la República Federal d'Alemanya. A principis de la dècada de 1950 va fundar la seva pròpia companyia de producció, Fono-Film GmbH, que inicialment tenia la seva seu a Múnic i Hamburg, però finalment es va traslladar a l'oest de l'antiga capital, juntament amb el trasllat de Schwerin a Berlín-Grunewald. Va ser també director general de l'efímera Ferro-Film GmbH vor, per la qual només va produir la seva primera pel·lícula, Gefangene Seele (1951). Les produccions de Schwerin dels anys cinquanta no eren gaire exigents, però de vegades, com la biogràfica Sauerbruch – Das war mein Leben, van tenir èxit comercial. Cap al final de la dècada, Schwerin també es va interessar per produccions ambicioses, com la pel·lícula antibèl·lica de Bernhard Wicki Die Brücke que va esdevenir un èxit internacional.
Va formar part del jurat al 14è Festival Internacional de Cinema de Berlín i a finals de l'any següent va acabar la seva carrera activa en el cinema amb la seva participació en una coproducció suïssa-alemanya.
Hermann Schwerin tenia com a parella l'actriu Grethe Weiser des de 1934, amb qui es va casar el 1958. Va morir en un greu accident de trànsit a Alta Baviera a principis d'octubre de 1970. Mentre que ell va morir directament al lloc de l'accident, la seva dona el va sobreviure durant unes hores. És enterrat al Friedhof Heerstraße.

## Filmografia
- 1951: Gefangene Seele
- 1952: Alle kann ich nicht heiraten
- 1952: Toxi
- 1953: Damenwahl
- 1954: Sauerbruch – Das war mein Leben
- 1954: Bei Dir war es immer so schön
- 1954: Keine Angst vor Schwiegermüttern
- 1955: Vatertag
- 1955: Meine Kinder und ich
- 1955: Teufel in Seide
- 1957: Casino de Paris
- 1959: Die Brücke
- 1961: Der Transport
- 1962: Das Feuerschiff
- 1963: Ein fast anständiges Mädchen
- 1964: Das Lamm
- 1966: Angeklagt nach § 218